# Anonyx volkovi
Anonyx volkovi är en kräftdjursart som beskrevs av Kudrjaschov 1965. Anonyx volkovi ingår i släktet Anonyx och familjen Uristidae. Inga underarter finns listade i Catalogue of Life.